# Lijst van personen uit Belgrado
Deze lijst geeft een overzicht van personen die geboren zijn in de Servische hoofdstad Belgrado en een artikel hebben op de Nederlandstalige Wikipedia. De lijst is gerangschikt naar geboortedatum.

## Geboren in Belgrado

President Filip Vujanović (1954)

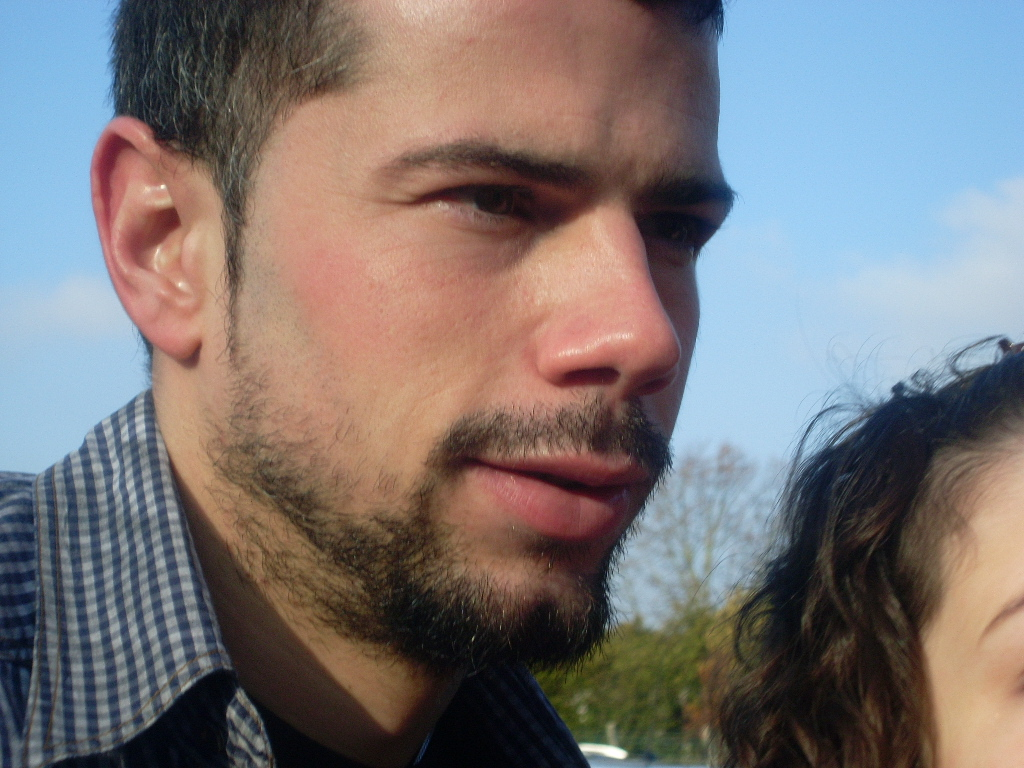
Voetballer Mateja Kežman (1979)

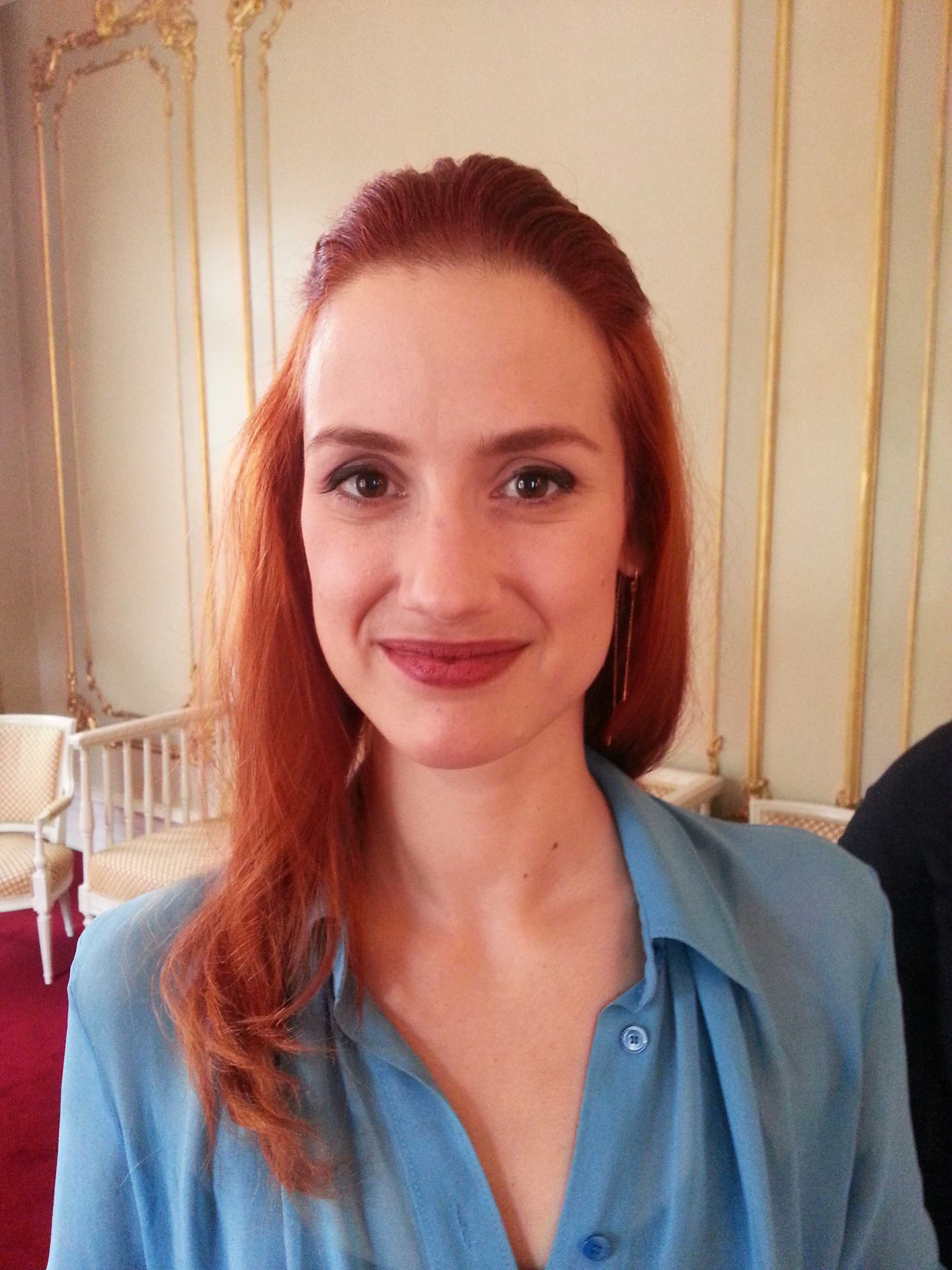
Actrice Danica Curcic (1985)

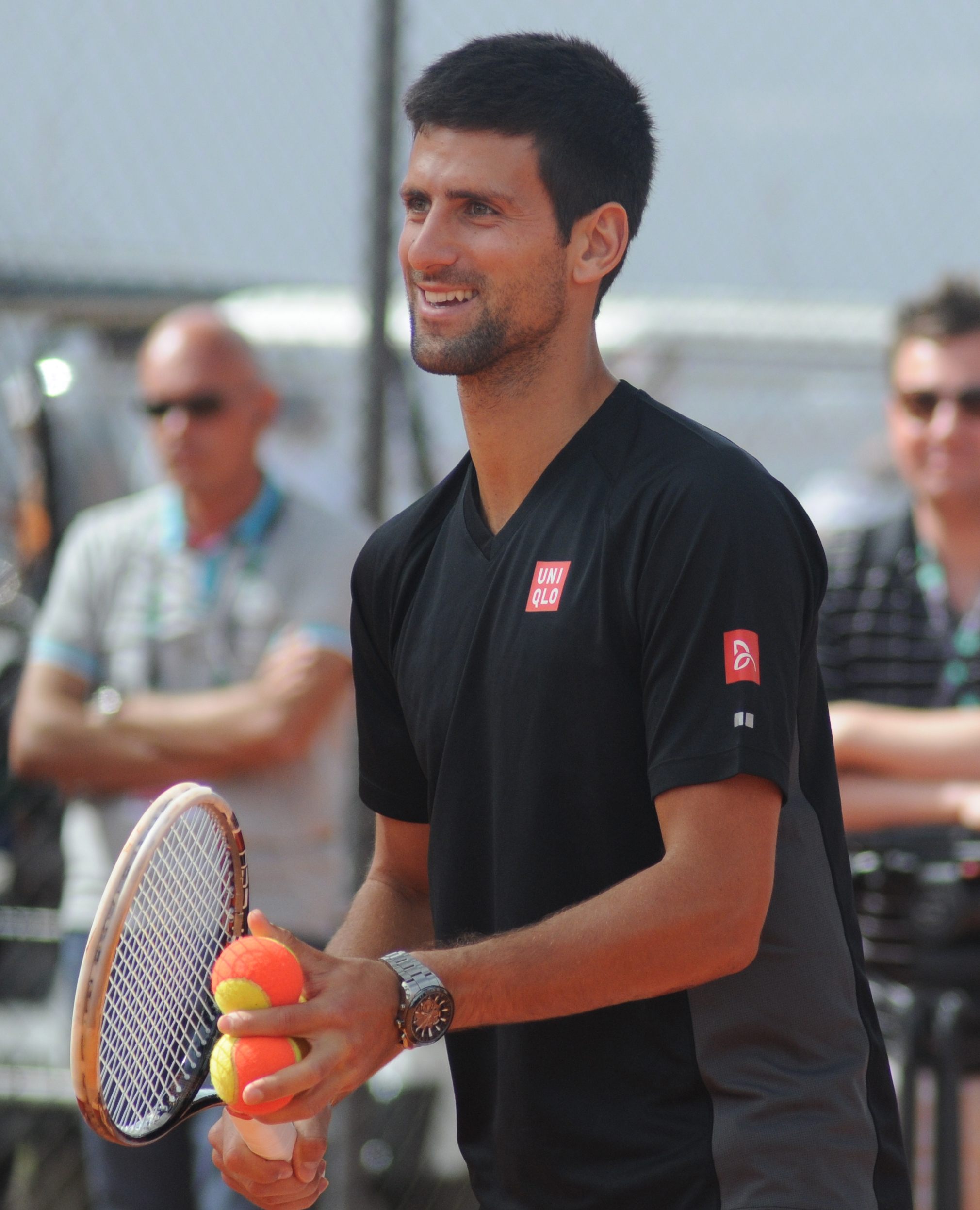
Tennisser Novak Đoković (1987)

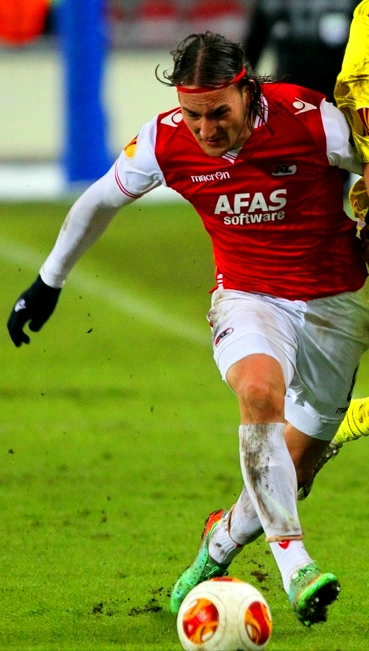
Voetballer Nemanja Gudelj (1991)

### voor 1951
- Peter I van Joegoslavië (1844–1921), van 1903 tot 1918 koning van Servië
- Alexander Obrenović (1876-1903), van 1889 tot 1903 koning van Servië
- Svetozar Gligorić (1923-2012), schaker
- Aleksandar Matanović (1930-2023), schaker
- Dušan Makavejev (1932-2019), filmregisseur
- Borislav Ivkov (1933-2022), schaakgrootmeester
- Lola Novaković (1935-2016), zangeres
- Milan Vukcevich (1937-2003), schaker
- Charles Simic (1938-2023), Joegoslavisch-Amerikaans dichter
- Mirko Sandić (1942-2006), waterpolospeler
- Ljiljana Buttler (1944-2010), zangeres
- Dragutin Čermak (1944-2021), basketballer
- Marina Abramović (1946), kunstenares
- Milan Lazarević (1948), handballer
- Zoran Slavnić (1949), basketballer en basketbalcoach

### 1951-1970
- Enki Bilal (1951), striptekenaar
- Sanja Ilić (1951-2021), componist en keyboardspeler
- Petar Borota (1952-2010), voetballer
- Branko Milanović (1953), econoom
- Slavoljub Muslin (1953), voetballer en voetbaltrainer
- Boris A. Novak (1953), Sloveens poëet, dramaturg, redacteur en professor
- Slobodan Samardžić (1953), politicus
- Marina Tucaković (1953-2021), songwriter
- Filip Vujanović (1954), eerste president van Montenegro (2002-2003, 2003-2018)
- Milan Kalina (1956), handballer
- Ivo Pogorelich (1958), Kroatisch pianist
- Mikoš Rnjaković (1964), wielrenner
- Bebi Dol (1965), zanger
- Aleksandar Milenković (1967), wielrenner, biatleet en skiër
- Maja Tatić (1970), zangeres

### 1971-1980
- Aleksandar Janković (1972), voetballer
- Daniel Nestor (1972), Canadees tennisser
- Zoltan Sabo (1972-2020)  voetballer en voetbaltrainer
- Ana Razdorov (1973), handbalster
- Dušan Petković (1974), voetballer
- Predrag Ristovic (1975), voetballer
- Denis Šefik (1976), waterpolospeler
- Nenad Zimonjić (1976), tennisspeler
- Aleksandar Šapić (1978), waterpoloër
- Srđan Baljak (1978) voetballer
- Goran Gavrančić (1978), voetballer
- Marko Pantelić (1978), voetballer
- Aleksandar Ranković (1978), voetballer
- Dejan Stanković (1978), voetballer
- Mateja Kežman (1979), voetballer
- Ivan Stević (1980), wielrenner

### 1981-1990
- Vladimir Dišljenković (1981), voetballer
- Jovana Janković (1981), presentatrice
- Lazar Lukić (1981), voetbalscheidsrechter
- Bojana Novakovic (1981), actrice
- Miloš Pavlović (1982), autocoureur
- Vanja Radovanović (1982), zanger
- Marko Dević (1983), voetballer
- Ana Kokić (1983), zangeres
- Dušan Basta (1984), voetballer
- Antonio Rukavina (1984), voetballer
- Janko Tipsarević (1984), tennisser
- Boško Janković (1984), voetballer
- Miloš Ninković (1984), voetballer
- Nemanja Rnić (1984), voetballer
- Danica Curcic (1985), actrice
- Ivan Čvorović (1985), voetballer
- Jelena Janković (1985), tennisster
- Aleksandar Kolarov (1985), voetballer
- Vladimir Micov (1985), basketballer
- Pavle Ninkov (1985), voetballer
- Srđan Jovanović (1986), voetbalscheidsrechter
- Vladimir Volkov (1986), voetballer
- Nikola Petković (1986), voetballer
- Bojana Stamenov (1986), zangeres
- Bojana Bobušić (1987), tennisspeelster
- Novak Đoković (1987), tennisser
- Filip Đorđević (1987), voetballer
- Ana Ivanović (1987), tennisspeelster
- Andrea Lekić (1987), Handbalster
- Stefan Maletić (1987), voetballer
- Bojan Šaranov (1987), voetballer
- Ivan Radovanović (1988), voetballer
- Miralem Sulejmani (1988), voetballer
- Slobodan Rajković (1989), voetballer
- Sonja Vasić (1989), basketbalspeelster
- Dragana Cvijić (1990), handbalster
- Stefan Mitrović (1990), voetballer

### 1991-2009
- Nemanja Gudelj (1991), voetballer
- Bojana Jovanovski (1991), tennisspeelster
- Milica Mandić (1991), taekwondoka
- Goran Čaušić (1992), voetballer
- Miloš Jojić (1992), voetballer
- Nina Kiri (1992), actrice
- Adam Marušić (1992), Montenegrijns voetballer
- Jovan Stojanović (1992), voetballer
- Marko Maletić (1993), Bosnisch-Nederlands voetballer
- Uroš Spajić (1993), voetballer
- Petar Golubović (1994), voetballer
- Nikola Milojević (1995), tennisser
- Marko Grujić (1996), voetballer
- Nina Stojanović (1996), tennisspeelster
- Vanja Marinković (1997), basketballer
- Đorđe Nikolić (1997), voetballer
- Nikola Milenković (1997), voetballer
- Dušan Vlahović (2000), voetballer
- Olga Danilović (2001), tennisspeelster
- Aleksej Pokuševski (2001), basketballer